# 캐나다 우주국
캐나다 우주국(Canadian Space Agency; CSA)은 캐나다 정부의 우주 개발 기구이다.
1989년 3월에 캐나다 우주국법에 의해 설립되어 1990년 12월에 인가되었다. 본부는 퀘벡주 세인트 허버트의 존 H. 채프맨 우주 센터이다. 또 수도 오타와에 데이비드 플로리다 연구소가, 파리 및 미국 내의 워싱턴 D.C., 케이프커내버럴, 휴스턴에 연락 사무소가 있다. 로켓 발사장은 보유하고 있지 않다. 우주국의 규모는 비교적 작고, 정규 직원은 575명으로, 그 밖에 임시 직원이나 인턴십 등이 100여 명 정도 있다. 그 대부분은 존 H. 채프맨 우주 센터에 소속해 있다.

## 역사
1962년 알로에테 1호 위성의 발사에 의해서 캐나다는, 소련, 미국에 이어 인공위성을 세계에서 3번째로 쏘아 올린 나라가 되었다. 알로에테 1호는 당초 1년간의 운용이 예정되어 있었지만, 실제로는 약 10년 동안 장기간 운용되었고, 계속해서 발사된 알로에테 2호, ISIS-I, ISIS-II를 포함해 4기의 위성에 의해서 전리층의 연구가 크게 촉진되었다. 캐나다는 독자적인 로켓 발사장을 보유하고 있지 않기 때문에, 알로에테 1호는 1962년 9월 29일 6시 5분 (UTC)에, NASA에 의해서 반덴버그 공군 기지에서 발사되었다.
한편 1972년에는 아니크 A-1 위성이 발사되었고, 이로 인하여 캐나다는 정지 궤도상에 통신 위성 네트워크를 세계에서 처음으로 구축한 나라가 되었다.

## 캐나다의 우주 개발

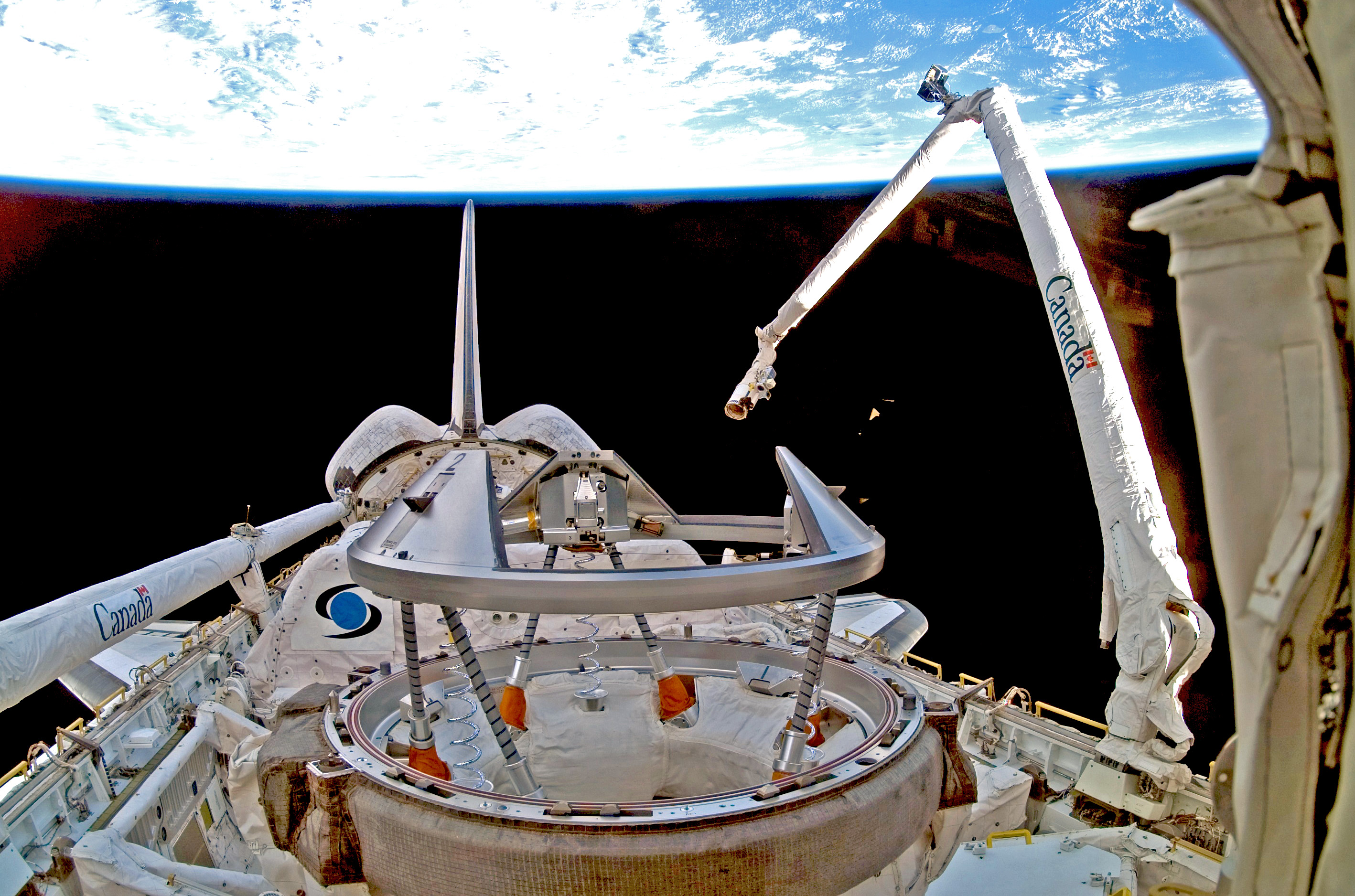
캐나다 암

캐나다는 자국 내에 로켓 발사장이 없기 때문에, 주로 미국 항공우주국(NASA)이나 유럽 우주국(ESA) 등과 협력하고, 기술이나 인재를 개발하고 육성하는 방향으로 우주 개발을 진행하고 있다.
캐나다에 의한 우주 개발 분야의 주요 성과는, 캐나다 암(arm)이라고도 불리는 우주왕복선의 로봇팔, 그리고 국제 우주 정거장에 탑재된 로봇팔 캐나다 암-2가 있다. 이러한 로봇 팔에는 카메라가 설치되어 여러 가지 방면에서 효율적인 작업이 가능하다. 또한 국제 우주 정거장의 건설에는, 우주왕복선의 캐나다 암과 국제 우주 정거장의 캐나다 암 2를 통해 부품을 조립한다. 컬럼비아 우주왕복선 공중분해 사고 이후, 우주 공간에서 우주왕복선의 외벽에 손상이 없는지를 점검하기 위해 캐나다 암에 캐나다제의 검사용 센서 부착 연장 붐이 추가 설치되었다.

## 캐나다인 우주비행사
2007년 현재, 8명의 캐나다인 우주비행사가 합계 12회의 미국 항공우주국의 유인 우주비행에 참가하였고, 13번째의 비행이 예정되어 있다.
| 이름              | 탑승 우주선 | 미션          | 발사일           | 비고                                                     |
| ----------------- | ----------- | ------------- | ---------------- | -------------------------------------------------------- |
| Marc Garneau      | 챌린저      | STS-41-G      | 1984년 10월 5일  | 첫 캐나다인 우주비행사                                   |
| Roberta Bondar    | 디스커버리  | STS-42        | 1992년 1월 22일  | 첫 캐나다인 여성 우주비행사                              |
| Steven MacLean    | 컬럼비아    | STS-52        | 1992년 10월 22일 |                                                          |
| Chris Hadfield    | 애틀랜티스  | STS-74        | 1995년 11월 12일 | 미르에 체류한 유일한 캐나다인 우주비행사                 |
| Marc Garneau      | 인데버      | STS-77        | 1996년 5월 19일  | 2번째 비행                                               |
| Robert Thirsk     | 컬럼비아    | STS-78        | 1996년 6월 20일  |                                                          |
| Bjarni Tryggvason | 디스커버리  | STS-85        | 1997년 8월 7일   |                                                          |
| Dafydd Williams   | 컬럼비아    | STS-90        | 1998년 4월 17일  |                                                          |
| Julie Payette     | 디스커버리  | STS-96        | 1999년 5월 27일  | 국제 우주 정거장에 체류한 첫 캐나다인 우주비행사         |
| Marc Garneau      | 인데버      | STS-97        | 2000년 11월 30일 | 국제 우주 정거장에 체류. 3번째 비행                      |
| Chris Hadfield    | 인데버      | STS-100       | 2001년 4월 19일  | 우주 유영을 실시한 첫 캐나다인 우주비행사. 2번째 비행    |
| Steven MacLean    | 애틀랜티스  | STS-115       | 2006년 9월 9일   | 우주 유영을 실시한 2번째 캐나다인 우주비행사. 2번째 비행 |
| Dafydd Williams   | 인데버      | STS-118       | 2007년 8월 27일  | 2번째 비행                                               |
| Robert Thirsk     | 소유스 FG   | 소유스 TMA-15 | 2009년 5월 27일  | 러시아 발사체를 이용한 첫 캐나다인 우주비행사            |
| Julie Payette     | 인데버      | STS-127       | 2009년 7월 15일  |                                                          |

## 같이 보기
- 나라별 최초의 우주인